# Lasiochira
Lasiochira är ett släkte av fjärilar. Lasiochira ingår i familjen praktmalar, Oecophoridae.
Kladogram enligt Catalogue of Life:
| Lasiochira | \| \| Lasiochira camaropa \| \| \| \| \| \| Lasiochira xanthacma \| \| \| \| |
|            | \| \| Lasiochira camaropa \| \| \| \| \| \| Lasiochira xanthacma \| \| \| \| |
|            | Lasiochira camaropa                                                          |
|            |                                                                              |
|            | Lasiochira xanthacma                                                         |
|            |                                                                              |